# Hòa Phát Hà Nội
Hòa Phát Hà Nội was een Vietnamese voetbalclub uit Hanoi. De club werd opgericht in 2003 en fuseerde in 2011 met Hà Nội ACB tot Hà Nội F.C.. In 2006 won de club de Vietnamese beker; in 2004 en 2009 eindigde Hòa Phát Hà Nội als tweede in de nationale competitie, de V-League. In 2007 nam de club deel aan de AFC Cup; de eerste ronde werd niet overleefd.

## Bekende spelers
- / François Endene